# Гуринович Анатолій Омелянович
Анатолій Омелянович Гуринович (біл. Анатоль Емельянавіч Гурыновіч, *9 вересня 1924 — †9 квітня 1999) — білоруський радянський дипломат, міністр закордонних справ Білорусі (1966—1990).

## Життєпис
Народився 9 вересня 1924. У 1949 закінчив Білоруський державний інститут народного господарства, Вищу дипломатичну школу МЗС СРСР (1951).
З 1941 по 1943 — під час Німецько-радянської війни, брав участь у білоруському партизанському русі.
З 1951 по 1957 — співробітник центрального апарату МЗС БРСР.
З 1957 по 1961 — співробітник постійного представництва БРСР при ООН, завідувач відділом міжнародних економічних відносин МЗС БРСР.
З 1961 по 1966 — заступник міністра закордонних справ Білоруської РСР.
У вересні 1966 — очолював білоруську делегацію на 21-й сесії Генеральної Асамблеї ООН.
З 1966 по 1990 — Міністр закордонних справ Білоруської РСР.
З 1997 по 1999 — Посол з особливих доручень МЗС Білорусі.
Член ЦК Компартії Білорусі. Депутат Верховної Ради БРСР (1967—1990).
Помер 9 квітня 1999.

## Нагороди
- орден Вітчизняної війни II ступеня
- три ордени Трудового Червоного Прапора
- орден Дружби народів
- медаль «Партизану Великої Вітчизняної війни» I ступеня
- медалі Болгарії, Польщі, Чехословаччини
- дві Почесні грамоти Верховної Ради БРСР